# Mike Van Hamel
Mike Van Hamel (Elsene, Bélgica, 16 de noviembre de 1989), futbolista belga. Juega de portero y su equipo es el K. V. K. Tienen de la División Nacional 1 de Bélgica. 

## Selección nacional
Fue internacional con la selección de fútbol sub-21 de Bélgica.

## Clubes
| Club                    | País         | Año       |
| ----------------------- | ------------ | --------- |
| Oud-Heverlee Leuven     | Bélgica      | 2006-2007 |
| Le Havre A. C.          | Francia      | 2007-2011 |
| K. V. C. Westerlo       | Bélgica      | 2011-2012 |
| Stade Laval             | Francia      | 2012-2014 |
| NEC Nimega              | Países Bajos | 2014-2015 |
| White Star Bruxelles    | Bélgica      | 2015-2016 |
| Lierse S. K.            | Bélgica      | 2016-2017 |
| K. V. Oostende          | Bélgica      | 2017-2018 |
| K. Beerschot V. A.      | Bélgica      | 2018-2023 |
| R. A. A. L. La Louvière | Bélgica      | 2023-2024 |
| K. V. K. Tienen         | Bélgica      | 2024-     |